# Neal Ascherson
Neal Ascherson (ur. 5 października 1932 w Edynburgu) – szkocki dziennikarz i historyk.

## Życiorys
Urodził się w Edynburgu; wykształcenie zdobył w Eton i King’s College w Cambridge, gdzie studiował historię. Nie zdecydował się na akademicką karierę. Pracował jako dziennikarz w „Manchester Guardian”, „The Scotsman” (1959-1960), „The Observer” (1960-1990) i „Independent on Sunday” (1990-1998). Jest stałym współpracownikiem „London Review of Books”. Wykłada i jest autorem licznych publikacji na temat Polski i Europy Środkowo-Wschodniej.

## Wybrane publikacje
- The King Incorporated. King Incorporated, London 1963.
- The Polish August: the self-limiting revolution, Harmondsworth: Penguin Books 1981.
- The Book of Lech Wałęsa, New York: Simon and Schuster 1982.
- The Struggles For Poland, London: M. Joseph 1987.
- Games With Shadows, London 1988.
- Black Sea, New York: Hill and Wang 1995.
- Stone Voices. The search for Scotland, London 2002.

## Publikacje w języku polskim
- Morze Czarne, przeł. Tomasz Bieroń, Poznań: Zysk i S-ka 2002.
- (w antologii) Odessa transfer. Reportaże znad Morza Czarnego, pod red. Kathariny Raabe i Moniki Sznajderman, przeł. Agnieszka Nowakowska i inni, Wołowiec: Wydawnictwo Czarne 2009.
- Epilog [w:] Aileen Orrs, Niedźwiedź Wojtek. Niezwykły żołnierz Armii Andersa, przeł. Arkadiusz Bugaj, Zakrzewo: Replika 2011, s. 217-292.
- Ze słoniami w łóżku. Pokrewność szkocko-polskich doświadczeń w ciągu czterech stuleci, przeł. Marta Bierdawa, „Przegląd Nauk Historycznych” 10 (2011), z. 2, s. 155-167 .